# Decilitro
El decilitro es una unidad de volumen equivalente a la décima parte de un litro, representado por el símbolo dl o dL. Equivale a 100 centímetros cúbicos, y es el primer submúltiplo del litro.

## Equivalencias
- 100000 microlitros
- 100 mililitros
- 10 centilitros
- 0,1 litros
- 0,01 decalitros
- 0,001 hectolitros
- 0,0001 kilolitros